# Apirana Ngata
Pour les articles homonymes, voir Ngata.
Sir Apirana Turupa Ngata (3 juillet 1874 - 14 juillet 1950) est un important homme politique et avocat néo-zélandais. Il est souvent décrit comme la plus importante personnalité politique maori à avoir servi au Parlement. Il est également connu pour son travail sur la protection et la promotion de la culture et langue maori.

## Jeunesse
Ngata est né au sein d'une famille Maori à Te Araroa (à l'époque appelé Kawakawa), petit village côtier à environ 175 km au nord de Gisborne. Son iwi est Ngāti Porou, et son père est considéré expert en traditions maori. Ngata est très influencé par son père et son grand-oncle Ropata Wahawaha (qui a conduit les forces Ngāti Porou lors des guerres néo-zélandaises). Ngata est élevé dans un environnement maori, parlant le maori, mais son père s'assure que son fils connaisse également le monde pakeha; il croit que comprendre la culture pakeha ne peut être que positif pour son iwi.
Ngata va à l'école primaire de Waiomatatini avant d'aller au Te Aute College, où l'enseignement est donné dans le style pakeha. Il est bon élève, ses résultats lui valant une bourse d'études pour aller au Canterbury University College (aujourd'hui l'université de Canterbury), où il fait des études en sciences politiques et droit. Il obtient sa licence en sciences politiques en 1893 avant de compléter un Bachelor of Laws à l'université d'Auckland en 1896. Le succès de Ngata marque la première fois qu'un Maori obtient un diplôme dans une université néo-zélandaise.

## Mariage

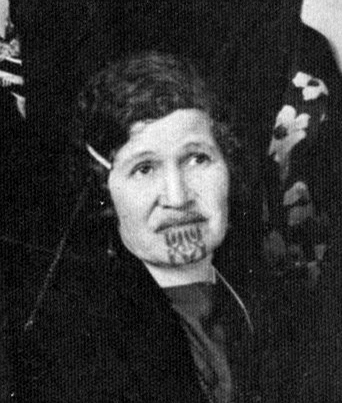
Arihia Kane Tamati (Lady Ngata) en 1934

En 1895, un an avant de finir ses études en droit, Ngata épouse Arihia Kane Tamati, elle aussi membre de l'iwi Ngāti Porou. Ngata avait été fiancé à la sœur aînée d'Arihia, Te Rina, mais celle-ci est morte avant le mariage. Ngata épouse alors la petite sœur, alors âgée de 16 ans.
Arihia et Apirana Ngata ont 15 enfants ensemble, dont trois garçons et une fille morts en bas âge; six filles et cinq garçons atteindront l'âge adulte.
Peu après la fin de ses études Ngata et sa femme retournent à Waiomatatini, où ils construisent une maison. Ngata devient rapidement une figure importante de la communauté, faisant des efforts pour améliorer les conditions sociales et économiques des Maori en Nouvelle-Zélande. Il écrit beaucoup sur la place de la culture Maori dans l'ère moderne. En même temps il commence à tenir un rôle plus important au sein de son iwi, particulièrement en ce qui concerne la gestion des terres et des finances.

## Début de carrière politique
Il commence à s'investir dans la politique nationale grâce à son amitié avec James Carroll, alors ministre des affaires autochtones au sein du gouvernement libéral. Ngata aide Carroll à préparer deux lois à présenter au Parlement, toutes les deux ayant pour but d'augmenter les droits des Maori. Dans les élections de 1905 Ngata se présente en tant que candidat libéral pour le siège maori de l'Est, alors occupé par Wi Pere. Sa campagne est victorieuse.
Ngata se distingue vite au Parlement pour sa rhétorique. Il travaille beaucoup avec son ami Carroll ainsi que Robert Stout. Ngata et Stout, membres de la Native Land Commission, sont souvent critiques des politiques du gouvernement envers les Maori, particulièrement celles encourageant la vente des terres maori. En 1909, Ngata aide John Salmond à rédiger le Native Land Act.
Fin 1909 il devient membre du Cabinet, tenant un poste mineur concernant les conseils locaux sur les terres maori. Il tient cette position jusqu'en 1912, quand le gouvernement libéral perd les élections. Ngata suit les libéraux dans l'opposition parlementaire.
Pendant la Première Guerre mondiale Ngata est très actif dans la recherche de recrues Maori, travaillant avec le membre du Parlement Maui Pomare du Reform Party. Les Ngāti Porou sont particulièrement bien représentés parmi les recrues. Le grand nombre de Maori ayant lutté dans la guerre, en grande partie dû au travail de Ngata et Pomare, améliore un peu les relations Pakeha-Maori et, plus tard, aide Ngata à résoudre des problèmes liés aux terres maori.
Ngata maintient de bonnes relations avec les opposants du Reform Party malgré leur opposition politique. Il est particulièrement proche de Gordon Coates, qui devient Premier ministre en 1925. La fondation de plusieurs organismes gouvernementaux, dont le Māori Purposes Fund Control Board et le Board of Māori Ethnological Research sont largement dus au travail de Ngata.
Pendant ce temps il est également actif dans bon nombre de projets, le plus notable étant peut-être ses activités académiques et littéraires. Il publie plusieurs livres sur la culture Maori; parmi les plus connus on compte Nga Moteatea, une collection de chansons maori. Ngata est aussi actif dans la protection et la promotion de la culture maori parmi les Maori eux-mêmes, prêtant une attention particulièrement aux haka et poï et la sculpture sur bois. Un aspect bien visible de son travail est la construction de marae partout en Nouvelle-Zélande. Il s'intéresse aussi au sport maori, qu'il encourage en faisant organiser des compétitions et tournois inter-iwi. Il milite avec Herbert Williams pour une meilleure visibilité des problèmes maori à l'Église anglicane, encourageant la création d'un évêché maori. Malgré tout son travail au niveau national il reste toutefois très actif au sein de son iwi, Ngāti Porou, particulièrement en ce qui concerne le contrôle des terres maori.

## Carrière ministérielle
Les élections de 1928 voient la victoire inattendue du United Party (créé à la suite d'un changement d'image du parti libéral, dont faisait partie Ngata). Ngata retourne au Cabinet, devenant Minister of Māori Affairs. Il est troisième en importance, servant occasionnellement de premier ministre adjoint. Très diligent, il est connu pour sa constance. Beaucoup de son travail concerne la réforme des terres et l'encouragement du développement des terres maori. Ngata croit encore au besoin de remotiver la société maori, et travaille beaucoup en ce sens. En 1929 meurent sa femme et son fils aîné, tous les deux malades; ceci eut un impact fort sur Ngata, qui retourne finalement travailler à son rythme habituel.
En 1932 Ngata et son département se voient de plus en plus critiqués par d'autres personnalités politiques. Beaucoup pensent que Ngata allait trop vite, que l'activité demandée cause des difficultés d'organisation au sein du ministère. Une enquête révèle que l'un des subalternes de Ngata falsifie les comptes. Ngata lui-même est critiqué pour non-respect des règles officielles, qu'il pense ralentir souvent le progrès. Il y a également des allégations de favoritisme envers d'autres Ngāti Porou, quoiqu'il n'y eut jamais des preuves pour étayer cet argument. Ngata, niant tout méfait, accepte toutefois la responsabilité pour les actions de son département et démissionne. Beaucoup de Maori s'indignent de son départ du Cabinet, le croyant victime d'un effort de la part des Pakeha pour arrêter ses réformes concernant les terres maori.

## Dernières années
Ngata démissionne du Cabinet mais reste au Parlement. Dans les élections de 1935 on voit la victoire du parti travailliste. Ngata entre dans l'opposition ; le nouveau gouvernement travailliste garde toutefois beaucoup de ses programmes de réforme des terres. Ngata reste au Parlement jusqu'aux élections de 1943, où le remplace le candidat travailliste-Ratana, Tiaki Omana. Il est à nouveau candidat aux élections de 1946 mais échoue.
Il reste actif dans la vie politique malgré avoir quitté le Parlement. Il est conseiller (d'affaires maori) auprès de Peter Fraser (premier ministre travailliste) et Ernest Corbett (ministre des affaires maori, du parti national). Il organise les célébrations pour le centenaire du traité de Waitangi en 1940. Il aide une seconde fois à trouver des recrues Maori pour les forces armées pendant la Seconde Guerre mondiale. En 1950 il est élu à la chambre supérieure du Parlement, le conseil législatif, mais est alors trop malade pour remplir le poste.
Ngata décède à Waiomatatini le 14 juillet 1950, à l'âge de 76 ans.
On retrouve son portrait sur le billet de 50 $ néo-zélandais.